# Elizabeth Fleischman
Elizabeth Fleischman (Placerville, 5 marzo 1867 – San Francisco, 3 agosto 1905) nota per i suoi studi sui raggi x e morta per avvelenamento dalle radiazioni.

## Biografia
Nata in un paese della California da una famiglia ebraica proveniente dell'Austria, nel 1880 la famiglia si trasferì a San Francisco dove il padre di Elizabeth, Jacob Fleischman, lavorò prima come panettiere e più tardi fu proprietario di un negozio di articoli vari. Ha poi seguito corsi di contabilità e, per un certo periodo, ha lavorato come contabile presso la Friedlander & Mitau, un produttore di biancheria intima di San Francisco.
Alla morte di sua madre, la Fleischman si trasferì dalla sorella Estelle che era sposata con il medico e chirurgo Michael Joseph Henry Woolf. La Fleischman lavorò come praticante nello studio di Woolf che la incoraggiò nello studio della nuova tecnologia medica dei raggi x. La Fleischman manifestò da subito un forte interesse e divenne abile con i vari strumenti necessari per produrre i raggi x.
Nel 1896 si interessò agli studi di Wilhelm Röntgen sui raggi x e si interessò alle più recenti pubblicazioni sulla materia, come Something About X-Rays for Everybody, Practical Radiography di Henry Snowden Ward e Prof. Roentgen’s X Rays di August Dittmar.
Nel mese di agosto 1896, il professor Albert Van der Naillen del Naillen School of Engineering, tenne una conferenza pubblica e la presentazione su apparecchiature a raggi X. La Fleischman si iscrisse quindi al Naillen School of Engineering e ha preso un corso di studi nel campo della scienza elettrica, in parte influenzato dal suo fratellastro medico e dalle lezioni al Van der Naillen. Al completamento del corso di studi, prese in prestito i fondi di suo padre per l'acquisto di apparecchiature a raggi X e uno fluoroscopio.
Nel mese di luglio 1900, l'American X-ray Journal ha descritto il lavoro e le realizzazioni di Fleischman, tra cui il riconoscimento del suo lavoro da parte del chirurgo generale dell'esercito George Miller Sternberg. Partecipò alla nascita della Roentgen Society of the United States e il presidente della società la ringraziò per i numerosi contributi allo studio dei raggi x.
Il 5 settembre dello stesso anno si sposò con Israel Julius Aschheim, l'annuncio di matrimonio fu pubblicato sul The San Francisco Call. Nel 1902 sul The International Text-Book of Surgery apparve una sua radiografia al cranio del soldato John Gretzer, Jr. del 1st Nebraska Volunteers ferito a Mariboa nelle Filippine il 27 marzo 1899 durante la Guerra ispano-americana. Egli, dopo la guerra, ritornò al lavoro come impiegato delle poste. 
Nel 1903 riuscì ad aprire un suo studio radiologico assieme al marito al 611 Sutter Street nel quartiere di Nob Hill, ma nel 1905 si manifestarono i primi gravi effetti negativi dell'avvelenamento da radiazione come attestano anche i giornali dell'epoca: 
(Dietetic and Hygienic Gazette)
Il 4 marzo 1905, sul Electrical World and Engineer vennero pubblicate le sue condizioni di salute che l'avevano costretta all'abbandono del campo radiologico:
(Electrical World and Engineer, 4 marzo 1905)
Il 25 marzo il Medical Review of Reviews ha riportato che gli effetti dei raggi x e hanno notato la sua appartenenza alla Röntgen Ray Society. Gli effetti iniziali dei raggi X apparivano nella sua mano destra almeno dal 1904 e ha continuato il lavoro nonostante lo sviluppo delle lesioni che hanno causato l'amputazione.
Morì il 3 agosto a soli 38 anni a causa delle complicazioni causate dall'avvelenamento da radiazione, la notizia della sua scomparsa venne pubblicata sul San Francisco Examiner: 
(San Francisco Examiner, 3 agosto 1905)
Il San Francisco Chronicle pubblicò questo necrologio:
"But so intent was she in the performance of her work that she became careless of her own health. She acquired the reputation [as] the most expert woman radiographer of the world, but she sacrificed her arm [to radiation poisoning] in the pursuit of that fame. The arm was amputated last January. She never fully recovered her health, though she endured all suffering with heroic fortitude. Death came as a relief..."»
"Ma così intenta nello svolgimento del suo lavoro, che è diventata incurante della propria salute. Ha acquisito la reputazione [come] la donna tecnico di radiologia più esperti del mondo, ma ha sacrificato il suo braccio [a causa dell'avvelenamento da radiazioni] nel perseguimento del successo. Il braccio è stato amputato lo scorso gennaio. non ha mai recuperato completamente la sua salute, anche se ha sopportato tutte le sofferenze con eroica fermezza. La morte è venuto come un sollievo..."»
(San Francisco Chronicle, 3 agosto 1905)
Nella sua lapide al cimitero ebraico del Salem Memorial Park c'è scritto "Credo di aver fatto qualcosa di buono in questo Mondo.".

## Pubblicazioni e citazioni
- Fleischman, Elizabeth. (1898). Description of Plates: Plate LV: American Frog. Archives of the Roentgen Ray. 3(2): 62.
- Borden, William Cline, & Sternberg, George Miller. (1900). The use of the Röntgen ray by the Medical Department of the United States Army in the War with Spain. Washington, D.C. Government Printing Office.
- Senn, Nicholas. (1900). The X-ray in Military Surgery. Philadelphia Medical Journal. 5: 36-37.